# 七等生
七等生（1939年7月23日—2020年10月24日），本名劉武雄，台灣現代主義代表作家。
苗栗縣通霄鎮人，為台北師範學院（今國立臺北教育大學）藝術科校友（第48級），同學席慕蓉、學長雷驤（第47級）亦為作家。曾任小學教員。
自1962年首次在《聯合報》發表短篇小說〈失業、撲克、炸魷魚〉起，共發表124篇小說、137篇散文（含雜記、序文），及56首新詩。1989年重拾畫筆，將創作重心轉向綸畫，於1991、92年舉辦過兩次個展。
1966、67年連獲第一和第二屆台灣文學獎。1976年獲第一屆聯合報小說獎。1983年應美國愛荷華大學「國際作家工作坊」邀約訪美。1985年獲中國時報文學推薦獎和第8屆吳三連文藝獎。2010年又獲得第14屆國家文藝獎文學類。
七等生的作品以小說為主，以隱遁小角色作為抗議台灣社會總體壓力的象徵。代表作品有《我愛黑眼珠》、《沙河悲歌》、《重回沙河》等等，其中小說作品《沙河悲歌》、《結婚》亦曾改拍同名電影、電視劇等。
國內外學者和研究生論文超過百餘篇，允為台灣當代文學最重要作家之一。
2020年10月24日因癌症病逝，享壽81歲。

## 主要著作
- 1969年第一本小說集《僵局》出版(林白出版社)
- 1970年《放生鼠》(大林出版社)
- 1972年《巨蟹集》(新風出版社)、詩集《五年集》(自費，林白出版社)
- 1973年《離城記》(晨鐘出版社)
- 1975年《來到小鎮的亞茲別》(遠行出版社)
- 1976年《我愛黑眼珠》、《僵局》、《沙河悲歌》、《隱遁者》、《削廋的靈魂》(遠行出版社，後由遠景出版社接續)
- 1977年《城之迷》、《放生鼠》、《白馬》和《情與思》 (遠行出版社，後由遠景出版社接續。其中《情與思》為詩集)
- 1978年《散步去黑橋》(遠景出版社)
- 1979年《耶穌的藝術》(洪範書店)
- 1980年《銀波翅膀》(遠景出版社)
- 1984年《老婦人》(洪範出版社)
- 1985年《譚郎的書信》(圓神出版社)
- 1986年《重回沙河》(遠景出版社)
- 1988年《我愛黑眼珠續記》(漢藝色研文化)
- 1991年《兩種文體－阿平之死》(圓神出版社)
- 1997年《思慕微微》(臺灣商務印書館)
- 2003年 遠景版《七等生全集》共10卷(遠景出版社)
- 2012年《為何堅持：七等生精選集》(遠景出版社)
- 2020年 印刻版《七等生全集》共13冊(印刻出版)
- 2021年 《七等生藝術集》包括畫冊及攝影(亞紀藝廊)

## 影劇改編

### 電影
- 2000年《沙河悲歌》中央電影公司
- 2020年《削瘦的靈魂》紀錄片

### 電視劇
- 1998年《結婚》 民間全民電視公司「台灣作家劇場」

## 外部連結
- 七等生研究資料目錄[永久]
- kingnet電影台《沙河悲歌》簡介
- 台灣文學部落格－關於《沙河悲歌》（页面存档备份，存于）
- 台灣文化入口網《結婚》簡介[]
- 金馬影展《削瘦的靈魂 A Lean Soul》簡介 （页面存档备份，存于）